# Villers (Vosges)
Villers is een gemeente in het Franse departement Vosges (regio Grand Est) en telt 215 inwoners (2005). De plaats maakt deel uit van het arrondissement Neufchâteau.

## Geografie
De oppervlakte van Villers bedraagt 5,0 km², de bevolkingsdichtheid is 43,0 inwoners per km².
De onderstaande kaart toont de ligging van Villers (Vosges) met de belangrijkste infrastructuur en aangrenzende gemeenten.

## Demografie
Onderstaande figuur toont het verloop van het inwonertal (bron: INSEE-tellingen).